# レ・フレール
レ・フレール（Les Frères）は、日本の兄弟ピアノデュオ。「レ・フレール」はフランス語で「兄弟」という意味。略称は「LF」「レフ」など。

## 概略
2002年9月3日、神奈川県横須賀市出身の兄・斎藤守也と弟・斎藤圭土の兄弟が結成。守也が得意とするバラードと圭土が得意とするブギに「レ・フレール」テイストを加えることで独自のスタイルを生み出した。また、1台のピアノを2人で自在に操る「キャトルマンスタイル（quatre mains:仏　意味は「4本の手」。音楽用語では「4手連弾」を指す）」という独特な奏法はこれまでのピアノ観を覆した（鍵盤に対してさまざまな形で手を交差させる奏法などがある）。総合格闘家の中尾受太郎は従兄弟。

## 経歴
- 2006年11月8日、アルバム「Piano Breaker -ピアノ・ブレイカー-」（ゴールドディスク獲得）でメジャーデビュー。ライブ中心に活動を行っている。
- 2007年3月8日、海外初公演（ルクセンブルクほか）
- 2008年9月10日、ユニバーサルKOREAより韓国デビュー、翌月には韓国三都市（ソウル・プサン・チェジュ）で公演するなど活動の場を海外へと広げている。
- 2010年5月5日 -、初のヨーロッパツアー開催（フランス、ルクセンブルク、ベルギー）。
- 2011年3月2日 -、オーストラリア5都市ツアー（メルボルン・シドニー・キャンベラ・パース・ブリスベン）開催。ブリスベン大洪水復興支援ライブ
- 2011年4月20日 -、ルクセンブルク大使館共催 東日本大震災復興支援コンサート開催
- 2011年11月9日、韓国四都市ツアー開催（チョンジュ・ソウル・プサン・チェジュ）
- 2012年5月16日、ヨーロッパ四都市ツアー開催（アムステルダム・パリ・ルクセンブルク・ケルン）
- 2012年12月5日 -、New York Symphonic Ensemble（アメリカ）との共演による日本国内10ヶ所ツアー「レ・フレール管弦楽団」開催
- 2013年6月1日 -、タイ（ホワヒン）JAZZ FESTIVAL出演

## メンバー

### 斎藤 守也
斎藤 守也（さいとう もりや、1973年11月5日 - ）は、神奈川県横須賀市出身のバラードを得意とするピアニスト。7人兄妹の3番目（長男）。
12歳の時、先にピアノを習い始めていた弟・斎藤圭土の影響もあってピアノを習い始める。ルクセンブルク国立音楽学校へ留学。7年間滞在し卒業後、指導教官からはパリやベルリンでさらに本格的にピアノを学ぶことを勧められるが、家庭の事情により帰国。
2013年11月『旅』（ユニバーサル ミュージック）をリリース。2017年3月1日、初ソロ・ピアノ・アルバム『MONOLOGUE』（Universal Music）を発表。
2019年9月、音楽之友社から「左手のための伴奏形エチュード」を出版。

### 斎藤圭土
斎藤圭土（さいとう けいと、1978年11月18日 - ）は、世界的に認められている日本で数少ないブギウギ・ピアニスト。7人兄妹の5番目（次男）。神奈川県横須賀市出身。6歳の時、横須賀市内の音楽教室でピアノを習い始める。中学卒業後、兄・斎藤守也と同じルクセンブルク国立音楽学校へ留学。独学でブギーピアノを始め2000年春にはドイツの国際的ブギウギピアニストである*アクセル・ツヴィンゲンベルガーと共演する。帰国後はブギウギピアノを日本に広めるため多方面で活動。2006年春、ドイツで行われた「International Boogie Woogie Festival」に日本人として初めて出演し、高く評価される。
2008年11月「Boogie Woogie Far East」（ユニバーサルミュージック）でソロデビュー

## ディスコグラフィ
アルバム
- 2019年09月18日ディズニー公式アルバム『Disney on Quatre-Mains（ディズニー・オン・キャトルマン）』
- 2017年9月20日『Piano Infinity / ピアノ・インフィニティ』（5th）
- 2016年9月2日 『レ・フレール THE BEST』（ベスト盤）
- 2014年9月3日 『4 Quatre / キャトル』（4th）
- 2013年3月20日 『Les Freres meets New York Symphonic Ensemble / レ・フレール管弦楽団』（ライブ盤）
- 2012年11月21日 『Best of Live / ベスト・オブ・ライブ』（ライブ盤）
- 2011年4月13日 『PIANO SPATIAL / ピアノ・スパシアル』（3rd）
- 2009年10月21日 『Noël de Quatre-Mains -ノエル・ド・キャトルマン-』
- 2008年9月3日 『Piano Pittoresque / ピアノ・ピトレスク』（2nd）
- 2006年11月8日 『Piano Breaker / ピアノ・ブレイカー』（1st）
- 2006年9月6日 『Anime de Quatre-Mains -アニメ・ド・キャトルマン-』
- 2005年7月31日 『Boogie on Quatre-Mains』現在は廃盤

LP
- 2011年4月13日 『PIANO SPATIAL / ピアノ・スパシアル』（3rd）

SACD
- 2011年5月13日 『PIANO SPATIAL / ピアノ・スパシアル』（3rd）

DVD
- 2008年4月23日 DVD『Boogie Back to TOKYO / Live』
- 2009年7月8日 DVD『Piano Pittoresque / LIVE』
- 2011年12月7日 DVD『PAIANO SPATIAL / LIVE』

その他 
- 2005年8月17日 『GLAMOROUS』 Jリーグ『アルビレックス新潟』の応援コンピレーションアルバム（4曲目にゲスト参加）
- 2007年8月22日 『CROSS』（独映画『4分間のピアニスト』イメージソング）
- 2007年10月17日 『服部良一』服部良一生誕100周年記念コンピレーションアルバム（Boogie Woogie Hatter）
- 2008年5月3日 シングルCD『Happy Life』（TBS系『はなまるマーケット』エンディング）

ソロアルバム
- 2008年11月18日 『Boogie Woogie Far East -ブギ・ウギ・ファー・イースト-』（斎藤圭土ソロアルバム）
- 2012年4月4日 『THE JOY OF BOOGIE WOOGIE -ザ・ジョイ・オブ・ブギ・ウギ-』（斎藤圭土＆アクセル・ツヴィンゲンベルガー共作）
- 2013年8月21日 『音楽家たち ～Keito Saito and his friends』（斎藤圭土ソロアルバム）
- 2013年11月6日 『旅 ～voyage』斎藤守也ソロアルバム）

## 書籍・楽譜
- 2008年9月3日 「Piano Hearts　-ピアノ・ハーツ-」（Official Book × 楽譜）

第50回全国カタログ･ポスター展「国立印刷局理事長賞」受賞
- 2012年7月15日 レ・フレール楽譜集「ventricle -ベントリクル-」（Quatre Mains Records)
- 2013年9月3日 レ・フレール楽譜集「ventricle2 -ベントリクル2-」（Quatre Mains Records)

⚫︎ 2018年　ソロピアノ楽譜集「Monologue 」（ヤマハミュージックメディア）
⚫︎2019年　ピアノ教本「左手のための伴奏形エチュード」（音楽之友社）

## 主なテレビ出演
- 2005年11月27日 「題名のない音楽会21」（テレビ朝日）
- 2006年7月28日 「たけしの誰でもピカソ」（テレビ東京）
- 2006年9月18日 「めざましテレビ」（フジテレビ）
- 2006年10月15日 「題名のない音楽会21」（テレビ朝日）
- 2006年10月29日 「森田一義アワー 笑っていいとも!増刊号」（フジテレビ）
- 2006年11月1日 「とくダネ!」（フジテレビ）
- 2006年11月17日 「ミュージックステーション」（テレビ朝日）
- 2007年2月1日 「うたばん」（TBS）
- 2007年2月4日 「題名のない音楽会21」（テレビ朝日）
- 2007年2月19日 「プレミアム10」 (NHK)
- 2007年2月26日 「極上の月夜」（日本テレビ）
- 2007年4月28日 「トップランナー」（NHK教育）
- 2007年5月5日 「音楽のちから」（NHK教育）
- 2007年5月26日 「エンターテイナー華麗なる技の秘密II」（NHK BS2）
- 2007年6月23日 「トップランナー」（NHK教育）
- 2007年8月12日 「題名のない音楽会21」（テレビ朝日）
- 2007年8月16日 「徹子の部屋」（テレビ朝日）
- 2007年8月23日 「スタジオパークからこんにちは」 (NHK)
- 2007年10月20日 「王様のブランチ」（TBS）
- 2007年11月5日 「はなまるマーケット」（TBS）
- 2007年12月13日 「英語でしゃべらナイト」 (NHK)
- 2008年2月17日 「題名のない音楽会21」（テレビ朝日）
- 2008年3月8日 「こども音楽コンクール」（TBS）
- 2008年6月8日 「はなまるコンサートVol.1」（TBSチャンネル）
- 2008年8月23日 「Re-Style LIVE VOL,5 with チーム・マイナス6%」（テレビ朝日）
- 2008年9月6日 「ミューズの晩餐」(テレビ東京)
- 2008年9月12日 「ハピふる!」（フジテレビ）
- 2008年9月19日 「ユン・ドヒョンのラブレター」（KBS韓国）
- 2008年10月5日 「音遊人」(テレビ東京)
- 2008年12月20日 「あなたの街で夢コンサート」 (NHK)
- 2009年04月8日 「週刊プラチケ!」（関西テレビ）
- 2009年06月15日「ぴーかんテレビ」（東海テレビ）
- 2009年10月21日「週刊プラチケ!」（関西テレビ）
- 2009年11月20日 「とくテレッ!8ちゃんねる」（秋田テレビ）
- 2010年5月5日 「RTLニューストピック」（RTLルクセンブルク)
- 2010年6月5日 「ぐるっと関西おひるまえ」 (NHK) 大阪放送局
- 2010年6月16日「情報フレッシュ便 さらさらサラダ」 (NHK) 名古屋放送局
- 2010年7月20日「鍵盤の貴公子〜Prince of Piano〜」(フジテレビONE)
- 2010年8月21日「ぐるっと関西おひるまえ」 (NHK) 大阪放送局
- 2010年9月1日 「マニアマニエラ」 (TNC)
- 2010年9月5日 「題名のない音楽会」（テレビ朝日）
- 2010年9月25日「ミューズの晩餐」 ＃ 127 総集編スペシャル(テレビ東京)
- 2010年11月27日「どっキング！（どっキング48）」（関西テレビ）
- 2010年12月3日 「情報フレッシュ便 さらさらサラダ」 (NHK) 名古屋放送局
- 2011年03月25日 「テレビタミン」 (くまもと県民テレビ)
- 2011年3月26日 「土よう！！朝 GOPAN（生活てれび スーパーGopan）」 (KTN)
- 2011年3月28日 「げっきん!かごしま」 (鹿児島テレビ)
- 2011年4月13日 「ピーコ&兵動のピーチケパーチケ」（関西テレビ）
- 2011年09月16日 「SBSイブニングeye」（テレビ静岡）
- 2011年9月25日 「レ・フレール LIVE & DOCUMENT〜兄弟ピアノデュオが奏でる未来への音楽～」（フジテレビONE)
- 2011年10月29日 「スター・キング」（SBS韓国）
- 2011年12月16日 「スッキリ!!」（日本テレビ）
- 2012年6月15日 「ゴジてれChu!」（福島中央テレビ）
- 2012年9月22日 「ひーぷーホップ」（沖縄テレビ）
- 2013年5月1日 「おはよう日本」 (NHK)
- 2013年8月8日 「徹子の部屋」（テレビ朝日）

他多数

## 広告出演・広告用楽曲
- Soyチップスハウス食品
- C1000 レモンウォーターハウスウェルネスフーズ
- フルーチェハウス食品